# Уяр, Тургут
Тургут Уяр (4 августа 1927, Анкара — 22 августа 1985, Стамбул) — турецкий поэт.

## Биография
Родился в Анкаре, был пятым из шести детей. Отец Тургута был военным, сын редко его видел. Тургут учился в военных училищах, затем шесть лет служил в армии.
В 1954 году переехал в Анкару.
Умер 22 августа 1985 года в Стамбуле.

### Личная жизнь
Был дважды женат. В первый раз женился ещё в школьные годы, развёлся в 1960-х гг. В первом браке у него было три дочери. Второй раз женился в 1969 году, его супругой стала писательница Томрис Уяр. У Тургута и Томрис был сын Хайри.

## Творчество
Первый сборник стихов Уяра «Подчинение» (тур. Arzıhal) вышел в 1949 году. Этот сборник, а также последовавший за ним через 3 года второй, который получил название «Моя Турция» (тур. Türkiyem), были положительно оценены критиками, в том числе Нуруллой Атачем, мнение которого на тот момент имело большой вес.
Последующие сборники также имели успех и издавались большими тиражами. Помимо творческой деятельности, Тургут Уяр проявил себя как критик, написав книгу «Из одной поэмы» (тур. Bir Şiirden), в которой разобрал произведения 21 поэта.